# 辽宁宾馆
辽宁宾馆，是辽宁省沈阳市的一所旅游涉外宾馆，位于和平区中山广场，由辽宁旅游集团管理。2013年，辽宁宾馆建筑成为第七批全国重点文物保护单位——沈阳中山广场建筑群项目之一。

## 历史沿革

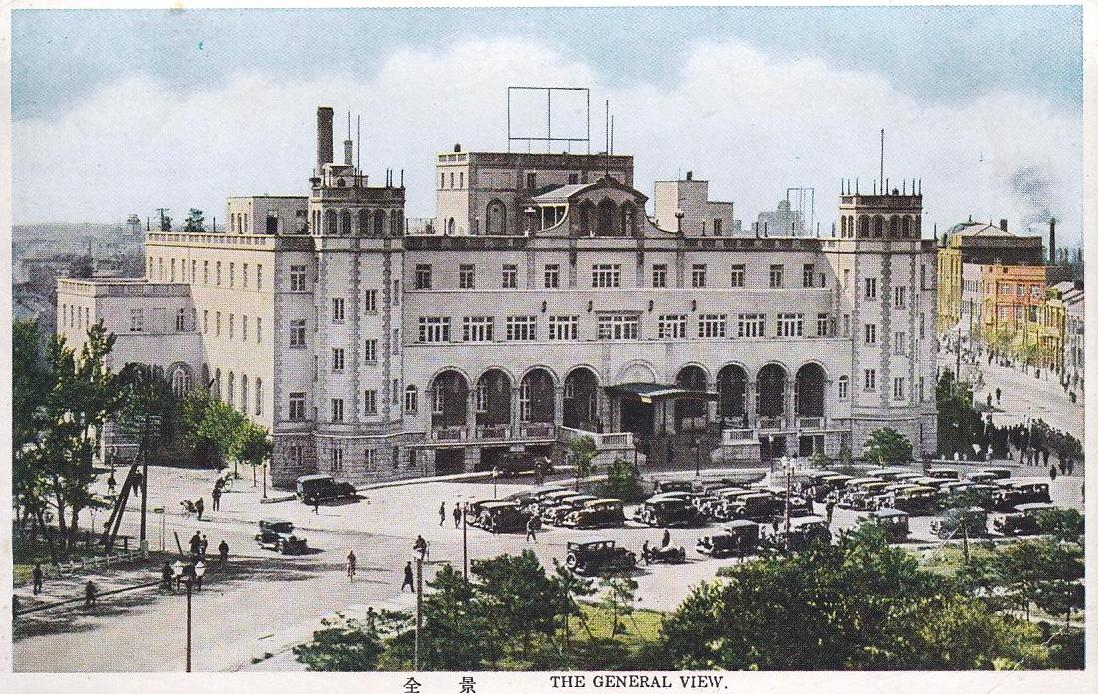
旧时奉天大和旅馆

辽宁宾馆原为奉天大和旅馆，建筑由小野木横井共同建筑事务所设计，共7层，始建于1927年4月，1929年4月竣工。1929年5月10日，奉天大和旅馆正式开始营业。旅馆共设有71间客房，所有客房均设有浴室。酒店内还设有酒吧、台球室、理发室等设施。奉天大和旅馆在落成后便是当时奉天满铁附属地及周边的最高建筑，也是沈阳乃至全中国最早的大型豪华宾馆之一。
九一八事变之前，日本关东军中的激进分子就经常在这里聚会；九一八事变当天，日军指挥部设立于此。1932年2月16日，由关东军司令官本庄繁主持，在大和旅馆召开了政务会议，确定了满洲国的高层人选。会后不久，满洲国宣布成立。李香兰的发迹也无不与此宾馆有关。日本投降后更名为“铁路宾馆”。1945年8月，蒋介石等国军高级将领几乎全部在此，部署东北战局。1948年11月，陈云带领军政人员进入沈阳，次日宣布将其作为中共中央东北局、东北行政委员会、东北军区主要领导的接待处，更名为“东北行政委员会交际处”。1948年11月至1949年2月，先后有三批从香港北上的民主人士在中共中央安排下在此入住，之后进京参加新政协的筹备工作。1954年后改为今名。

## 到访名人
自满洲国时期，大和旅馆就是沈阳最豪华、影响最大的酒店，许多军政要人都曾下榻酒店，如昭和天皇的胞弟秩父宫雍仁亲王、溥仪、日本外相芳泽谦吉、蒋中正、白崇禧、毛泽东、周恩来以及西哈努克亲王等。